# Vassili Kudínov

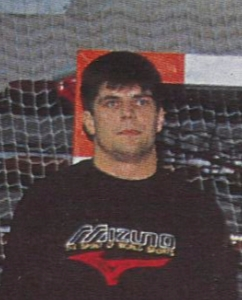
Fotografia de Vassili Kudínov de l'any 1994.

Vassili Kudínov (en rus: Василий Кудинов) (Ilinka, Unió Soviètica, 17 de febrer de 1969 - 11 de febrer de 2017) fou un jugador d'handbol rus, ja retirat, guanyador de tres medalles olímpiques.

## Biografia
Va néixer el 17 de febrer de 1969 a la ciutat d'Ilinka, població situada a l'óblast d'Astracan que en aquells moments a la República Socialista Federada Soviètica de Rússia (Unió Soviètica) i que avui en dia forma part de Rússia.

## Carrera esportiva
Va participar, als 23 anys, als Jocs Olímpics d'Estiu de 1992 celebrats a Barcelona (Catalunya), on va aconseguir guanyar la medalla d'or olímpica en la competició masculina en representació de l'Equip Unificat. Als Jocs Olímpics d'Estiu de 1996 realitzats a Atlanta (Estats Units), on va competir ja sota representació de Rússia, aconseguí guanyar un diploma olímpic en finalitzar cinquè. Posteriorment participà en els Jocs Olímpics d'Estiu de 2000 realitzats a Sydney (Austràlia), on aconseguí revalidar el seu títol olímpic amb la selecció russa, i als Jocs Olímpics d'Estiu de 2004 realitzats a Atenes (Grècia), on va aconseguir guanyar la medalla de bronze.
Al llarg de la seva carrera va guanyar tres medalles al Campionat del Món d'handbol, entre elles dues medalles d'or; i tres medalles més al Campionat d'Europa, una d'elles d'or.